# Championnat de Hong Kong de football 1967-1968
Navigation
Saison précédente Saison suivante
La saison 1967-1968 du Championnat de Hong Kong de football est la vingt-troisième édition de la première division à Hong Kong, la First Division League. Elle regroupe, sous forme d'une poule unique, les douze meilleures équipes du pays qui se rencontrent deux fois, à domicile et à l'extérieur. En fin de saison, les deux derniers du classement sont relégués et remplacés par les deux meilleurs clubs de Second Division League, la deuxième division hongkongaise. 
C'est le club de South China AA qui remporte le championnat cette saison après avoir terminé en tête du classement final, avec trois points d'avance sur Sing Tao SC et six sur Eastern AA. C'est le treizième titre de champion de Hong Kong de l'histoire du club. Le tenant du titre, Kowloon Motor Bus FC rate complètement sa saison et ne finit qu'au 9e rang, à près de vingt points de South China.
Le club de Happy Valley AA déclare forfait avant le début de la compétition, ce qui permet la promotion d'un troisième club de Second Division League, en l'occurrence le Hong Kong Customs FC.

## Clubs participants
- Army XI
- Kowloon Motor Bus FC
- South China AA
- Eastern AA
- Fire Services FC - Promu de D2
- Tung Sing FC
- Sing Tao SC
- Yuen Long SA
- Hong Kong Telephone FC - Promu de D2
- Hong Kong Rangers
- Hong Kong Police FC
- Hong Kong Customs FC - Promu de D2

## Compétition
Le barème de points servant à établir les classements se décompose ainsi :
- Victoire : 2 points
- Match nul : 1 point
- Défaite : 0 point

### Classement
| Rang | Équipe                  | Pts | J  | G  | N | P  | Bp | Bc  | Diff |
| ---- | ----------------------- | --- | -- | -- | - | -- | -- | --- | ---- |
| 1    | South China AA          | 38  | 22 | 18 | 2 | 2  | 78 | 21  | +57  |
| 2    | Sing Tao SC             | 35  | 22 | 16 | 3 | 3  | 79 | 24  | +55  |
| 3    | Eastern AA              | 32  | 22 | 15 | 2 | 5  | 62 | 47  | +15  |
| 4    | Tung Sing FC            | 26  | 22 | 12 | 2 | 8  | 43 | 32  | +11  |
| 5    | Yuen Long SA            | 26  | 22 | 11 | 4 | 7  | 57 | 46  | +11  |
| 6    | Hong Kong Police FC     | 25  | 22 | 12 | 1 | 9  | 65 | 45  | +20  |
| 7    | Hong Kong Rangers       | 22  | 22 | 10 | 2 | 10 | 44 | 41  | +3   |
| 8    | Hong Kong Telephone FCP | 22  | 22 | 9  | 4 | 9  | 43 | 49  | -6   |
| 9    | Kowloon Motor Bus FCT   | 20  | 22 | 8  | 4 | 10 | 43 | 56  | -13  |
| 10   | Army XI                 | 11  | 22 | 5  | 1 | 16 | 36 | 62  | -26  |
| 11   | Fire Service FCP        | 4   | 22 | 2  | 0 | 20 | 28 | 73  | -45  |
| 12   | Hong Kong Customs FCP   | 3   | 22 | 1  | 1 | 20 | 22 | 104 | -82  |

|  | Champion de Hong Kong 1968              |
|  | Relégation directe en deuxième division |
|  | T : Tenant du titre P : Promu de D2     |

## Bilan de la saison
| Championnat de Hong Kong de football 1967-1968 |                            |
| Champion                                       | South China AA (13e titre) |
| Coupes et trophées                             |                            |
| Vainqueur de la Coupe de Hong Kong 1967-1968   | Non disputée               |
| Promotions et relégations                      |                            |
| Promus en First Division League                | Caroline Hill FC           |
| Promus en First Division League                | Jardines SA                |
| Relégués en Second Division League             | Fire Services FC           |
| Relégués en Second Division League             | Hong Kong Customs FC       |